# 高山樗牛
高山 樗牛（たかやま ちょぎゅう、1871年2月28日〈明治4年1月10日〉- 1902年〈明治35年〉12月24日）は明治時代の日本の文芸評論家、思想家。東京大学講師。文学博士。明治30年代の言論を先導した。本名は林次郎（りんじろう）。

## 経歴

生誕地・鶴岡市の鶴岡公園にある胸像（朝倉文夫作）

1871年2月28日（明治4年1月10日）、羽前国鶴岡（現山形県鶴岡市）に生まれた。父は庄内藩士斎藤親信。翌1872年（明治5年）、伯父・高山久平の養子になった。養父は山形県、福島県、警視庁などに勤務した。
福島中学中退、東京英語学校を経て仙台の第二高等学校に入学。井上準之助が同級の友人であった。樗牛の号は「荘子」に因むもので高校時代から用いていたといい、同人誌や山形日報などに評論、紀行などを発表。1893年、東京帝国大学文科大学哲学科に入学。土井晩翠らが級友であった。徴兵忌避のため、本籍を北海道に移したという。
1894年、『平家物語』から題材を取った「滝口入道」が読売新聞の懸賞小説に入選。大学在学中のため匿名とした。『帝国文学』『太陽』などに盛んに文芸評論を発表した1896年に大学を卒業。第二高等学校の教授になった。同年8月『太陽』に「『今戸心中』と情死」を発表。1897年、校長排斥運動をきっかけに辞任。
博文館に入社し『太陽』編集主幹になった。当時は三国干渉後で国粋主義的な気運が盛り上がっており、「日本主義」を鼓吹する評論を多く書いた。一方で『わがそでの記』のようなロマン主義的な美文を書いたり、美学をめぐって森鷗外と論争を行った。『太陽』1897年6月に評論「明治の小説」を、9月に「朦朧派の詩人に与ふ」を発表。
1900年、文部省から美学研究のため海外留学を命じられた。夏目漱石・芳賀矢一らと同時期の任命であり、帰国後は京都帝国大学の教授が内定していた。しかし、洋行の送別会後に喀血し、入院。療養生活に入り、翌1901年、留学を辞退した。その後、東大の講師になり週1回、日本美術を講じた。
病中に書いた『文明批評家としての文学者』ではニーチェの思想を個人主義の立場から紹介した。『美的生活を論ず』（『太陽』1901年8月）は、美の本質を本能の満足にあるとしたもの。北村透谷の影響が見られるが、透谷の近代的な恋愛観とは異なり、本能を肯定する内容になってしまっている。また、田中智學の影響を受け日蓮研究を進めた。『太陽』1902年4月に、「日蓮上人とは如何なる人ぞ」を発表した。

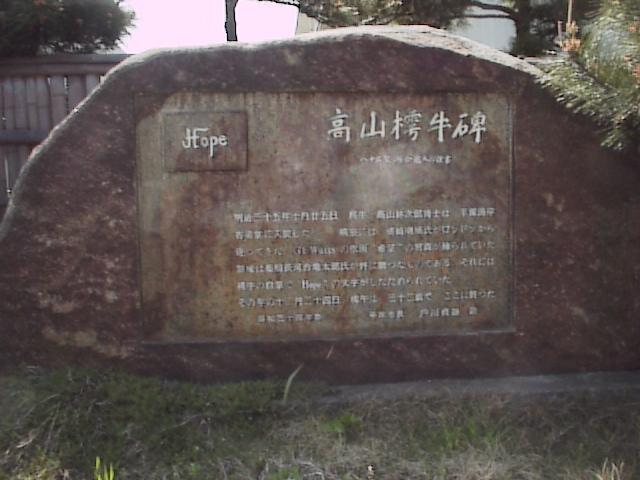
高山樗牛の終焉の地の碑

1902年（明治35年）、論文『奈良朝の美術』により文学博士号を授与された。肺結核の病状が悪化し、東大講師を辞任。12月24日に神奈川県平塚の杏雲堂病院分院で死去。墓所は龍華寺（現：静岡市清水区）で、墓碑銘に「吾人は須らく現代を超越せざるべからず」とある。戒名は文亮院霊岱謙光日瞻居士。

## 評価
日本・中国の古典に造詣が深く、欧米の思想にも通じ、美文体を得意とした。文豪と呼ばれた。
日本主義、ロマン主義、ニーチェ主義、日蓮主義など主張の変遷が激しく、急激な近代化で変転した明治思想史の歩みを体現したともいえる。樗牛の説いた日本主義の優勝劣敗論の影響は大きく、当時の小学校教科書にまで樗牛流の表現が多く見られた。
若くして亡くなった点を差し引いても、北村透谷、石川啄木らと比べて思想の浅さが指摘されている。自身が病弱であったためか、ニーチェの説く超人や日蓮といった強者に憧れた。その一方、民衆を弱者と決めつけ、社会主義に対しても弱者の思想として否定的であった。

### 樗牛賞
死後、国画創作協会は、樗牛の日本美術への造詣の深さを評価し、協会展の贈賞に樗牛賞を設けた。また、1958年（昭和33年）、出身地の鶴岡市教育委員会は、樗牛の偉業を顕彰するとともに地方文化の向上を目的に高山樗牛賞を制定。地方の文化向上に尽くした個人、団体に賞を贈っている。

## 墓所
墓所は静岡県静岡市清水区龍華寺に建立。大型で欧州風の墓所は評判となったが、芥川龍之介は「非常に悪趣味」と評した（この影響で自身の墓碑はシンプルなものとなった）。

## 著書
- 『新編倫理教科書』井上哲次郎共著 金港堂 1897
- 『世界文明史』博文館 帝国百科全書 1898
- 『論理学』博文館 帝国百科全書 1898
- 『近世美学』編 帝国百科全書 1899
- 『世界歴史譚 第1編 釈迦』博文館 1899
- 『時代管見』博文館 1899
- 『菅公伝』同文館 1900
- 『文芸評論』博文館 1901
- 『樗牛全集』全5巻 齋藤信策・姉崎正治共編 博文館 1904-1907

第1巻 美学及美術史
第2巻 文藝評論
第3巻 史論及史伝
第4巻 時勢及思索
第5巻 想華及消息
- 『樗牛全集 註釈 改訂』全7巻 姉崎正治・笹川種郎編 博文館 1925

第1巻 美学及美術史
第2巻 文藝評論
第3巻 史論及史伝
第4巻 時論及思索
第5巻 世界文明史及近世美学
第6巻 想華及感激
第7巻 日記及消息
- 『滝口入道』岩波文庫 1938、復刊1992
- 『滝口入道』新潮文庫 1956
- 『滝口入道』塩田良平校註 角川文庫 1958

## 関連文献
- 先崎彰容『高山樗牛 美とナショナリズム』（論創社、2010年）ISBN 9784846008024
- 花澤哲文『高山樗牛 歴史をめぐる芸術と論争』（翰林書房、2013年）ISBN 9784877373436
- 花澤哲文編『高山樗牛研究資料集成』9巻組（クレス出版、2014年）
- 長尾宗典『〈憧憬〉の明治精神史 高山樗牛・姉崎嘲風の時代』（ぺりかん社、2016年）ISBN 9784831514516

## 関連人物
- 実弟：斎藤野の人 - 評論家
- 妻：里子 - 統計学者の杉亨二次女
- 甥：齋藤求 - 画家
- 姉崎正治 - 『帝国文学』を共に創刊
- 登張竹風 - 樗牛と共にニーチェ主義を主張